# Gen Miskit
Gen Miskit is de oudste moskee op de Malediven, gebouwd c. 1300. Het is gemaakt van koraalsteen en werd direct na de bekering van de Malediviërs tot de islam gebouwd.
Gen Miskit bevindt zich in de wijk Dhadimago aan de noordkant van het eiland.